# Protestas estudiantiles de Costa Rica de 2019
Las protestas estudiantiles de Costa Rica de 2019 fueron una serie de protestas realizadas por estudiantes de secundaria y universidad costarricenses durante el año 2019, por motivos diferentes. 

## Protestas de estudiantes de secundaria (junio y julio)
Las protestas fueron dirigidas principalmente por el grupo Resistencia Nacional Estudiantil Dirigido y Organizado por el Estudiante Eduard Miranda y por el Movimiento de Estudiantes de Secundaria, o MEDSE, que se originó como un grupo y página de la red social Facebook y llegó a cerrar docenas de centros educativos y vías públicas. Aunque el número de centros es incierto pues se han reportado distintas cantidades (entre 305 de más de 1000 según MEDSE y 86 en un inicio según el MEP), las protestas si llevaron a la salida del ministro de Educación Edgar Mora Altamirano del gabinete de Carlos Alvarado Quesada. 
Las exigencias de los estudiantes fueron principalmente:
- Fin de las Pruebas de Fortalecimiento de Aprendizajes para la Renovación de Oportunidades (FARO) que sustituyeron a los exámenes memorísticos de bachillerato.
- Fin del proyecto de educación dual que se discutía en la Asamblea Legislativa de Costa Rica para autorizar a estudiantes trabajar como aprendices en empresas privadas. A este proyecto se opusieron también los sindicatos del país y fue aprobado por el plenario legislativo en agosto.
- Mejoras en infraestructura.
- Salida de Edgar Mora.

También criticaron la compra de drones para un colegio agropecuario de San Carlos y el giro de 15.000 millones de colones a las universidad públicas.
Los estudiantes contaron con el apoyo del sindicalista Albino Vargas secretario general de la Asociación Nacional de Empleados Públicos y de otros sindicatos, además de diferentes diputados de la república.

## Texto de título
.

### El grupo MEDSE
El grupo MEDSE no es una asociación jurídica oficial ni parte de un gobierno estudiantil legal.
En una entrevista realizada por Randall Rivera, director del programa radiofónico Matices de Radio Monumental realizada a un vocero de MEDSE;Carlos Ramírez acompañado de Leonardo Calderón quien no formaba parte de la agrupación pero planeaba ayudarles a mediar todo el proceso, y por teléfono con el presidente del grupo Kenneth Sánchez, Rivera descubrió que el movimiento se fundamenta en redes sociales, basándose en la cantidad de likes de su página de Facebook para determinar su número de agremiados y que la elección de junta directiva se dio entre los mismos administradores de la página. También encontró contradicciones en lo expresado por los asistentes quienes manifestaron apoyar la gestión de Mora, las pruebas FARO y la educación dual y confirmaron el apoyo de Vargas. Kenneth Sánchez luego afirmaría que la entrevista de Rivera fue «un montaje» y que nunca la dio, sin embargo fuentes alternas como Doble Check no encontraron evidencia de montaje por parte de Monumental, el periódico La Nación confirmó que el número marcado por Monumental pertenecía a Sánchez y los asistentes al programa también confirmaron que fueron enviados por Sánchez.

### Educación dual
El proyecto de educación dual que se discute en la Asamblea Legislativa en la Comisión de Ciencia y Tecnología buscaría implementar que estudiantes de colegios técnicos, universidades y el Instituto Nacional de Aprendizaje puedan aplicar sus conocimientos en empresas como parte de su educación. La participación sería voluntaria. El proyecto tiene el apoyo del gobierno de Carlos Alvarado y de las bancadas de Liberación Nacional, Acción Ciudadana y Unidad Social Cristiana, y el apoyo unánime de los diputados de la comisión.
Al proyecto, además de Eduard Miranda y los grupos estudiantiles, se oponen los sindicatos y partidos de izquierda que consideran que existiría relación laboral entre las partes, el movimiento MEDSE acusa al proyecto de pretender «esclavizar» a los estudiantes. Al proyecto se opone el diputado José María Villalta, único diputado de izquierda del país, por lo cual interpuso más de cien mociones que le permitirían extender la discusión del mismo por meses. El proyecto sería aprobado casi unánimemente por los diputados (con solo dos votos en contra) el 12 de agosto de 2019.

### División en el movimiento estudiantil
A finales de julio se dio una división entre los grupos MEDSE y Resistencia Nacional Estudiantil por el uso de la página de Facebook de la segunda que, según su dirigente, habría sido «robada» por Kenneth Sánchez lo que califió de «puñalada por la espalda».

### Negociaciones con nueva ministra y enfriamiento
Tras conversaciones, la nueva ministra Guiselle Cruz logró el compromiso de los estudiantes de deponer los cierres. Aunque esto no fue enteramente cumplido por éstos. Para el 15 de julio de 2019 había solo 52 centros cerrados de 1003 existentes, aunque MEDSE aseguró que fueron 250, cifra que luego bajó a 45. el número se redujo a nueve centros el 19 de julio y ascendió a 12 el 22 de julio. El MEP interpuso una denuncia penal contra diez estudiantes que cerraron el colegio técnico de Pital de San Carlos.

## Protestas de estudiantes universitarios (octubre y noviembre)
Meses después se realizaría otra serie de protestas productos de la oposición a la aplicación de la regla fiscal en el presupuesto de las universidades públicas y la solicitud de Hacienda de utilizar ₡70.000 millones del Fondo Especial de Educación Superior (un porcentaje anual que por Constitución se entrega a las universidades del presupuesto nacional) para obras de infraestructura. Los rectores de las cinco universidades públicas se opusieron a la medida argumentando que violaba la autonomía universitaria y ponía en peligro la capacidad operativa de las universidad. También se opusieron las federaciones de las cinco universidades. 
Distintos bloqueos se suscitaron siendo los más notorios el que sucedió en la calle principal de Heredia frente a la Universidad Nacional y otra en San Pedro de Montes de Oca cerca de la Universidad de Costa Rica, así como las tomas de dos edificios; la Facultad de Ciencias Sociales de la Universidad de Costa Rica y la Rectoría de la Universidad Nacional (siendo desalojados rápidamente de esta segunda). También se realizó una masiva manifestación pacífica por parte de las cinco federaciones estudiantiles frente a Casa Presidencial.
Tras negociaciones entre el Consejo de Gobierno y los rectores se llegó a un acuerdo en el que el gobierno cedía a la mayoría de sus pretensiones, por lo que la mayor parte del estudiantado, sin embargo algunos grupos mantuvieron las protestas y tomas de edificios en la UCR y la UNA rechazando el acuerdo.
La ministra de Hacienda Rocío Aguilar Montoya renunció a su cargo poco después de sellado el acuerdo.